# Приморское (Запорожская область)
Примо́рское (укр. Приморське) — село,
Приморский сельский совет,
Васильевский район,
Запорожская область,
Украина.
Код КОАТУУ — 2320985501. Население по переписи 2001 года составляло 3840 человек. По состоянию на 27.03.2024 года в селе остаётся более тысячи человек.
Является административным центром Приморского сельского совета, в который не входят другие населённые пункты.

## Географическое положение
Село Приморское находится на левом берегу Каховского водохранилища ниже по течению от места впадения в него реки Конка, выше по течению на противоположном берегу залива на расстоянии в 5 км расположен пгт Малокатериновка (Запорожский район), ниже по течению на расстоянии в 1,5 км расположено село Плавни.
Село вытянуто вдоль берега на 10 км.
Рядом проходит автомобильная дорога М-18 (E 105).
Через село проходит железная дорога, станция Плавни в 2-х км.

## История
- 1750 год — дата основания как село Царь-Кут, которое затем неоднократно переименовывалось в Церковный, Подстепное, Царичанский Кут.
- 1964 год — переименовано в село Приморское.

## Объекты социальной сферы
- Школа.
- Школа № 1 I—II ст.
- Музыкальная школа.
- Больница.
- 2 фельдшерско-акушерских пункта.

## Достопримечательности
- Братская могила советских воинов.

## Известные люди
- Писаренко Н. Ф. (1915—1974) — красноармеец Рабоче-крестьянской Красной Армии, участник Великой Отечественной войны, Герой Советского Союза (1945).
- Гнедой А. А. (1914—1983) — участник Великой Отечественной войны, капитан, Герой Советского Союза (1945), Награждён орденом Ленина, двумя орденами Красного Знамени, орденами Александра Невского, Отечественной войны 1-й степени, Красной Звезды и медалями.[4]

## Религия
- Свято-Успенский женский монастырь.

- Церковь имени "Николая Чудотворца".